# Mitch Nichols
Mitch Nichols (født 1. maj 1989) er en australsk fodboldspiller.

## Australiens fodboldlandshold
| Australiens landshold | Australiens landshold | Australiens landshold |
| År                    | Kmp                   | Mål                   |
| --------------------- | --------------------- | --------------------- |
| 2009                  | 1                     | 0                     |
| 2010                  | 0                     | 0                     |
| 2011                  | 0                     | 0                     |
| 2012                  | 0                     | 0                     |
| 2013                  | 3                     | 0                     |
| 2014                  | 1                     | 0                     |
| Total                 | 5                     | 0                     |